# Tom Sizemore
Thomas Edward (Tom) Sizemore jr. (Detroit (Michigan), 29 november 1961 – Burbank (Californië), 3 maart 2023) was een Amerikaans acteur.

## Loopbaan
Sizemore studeerde aan de Wayne State-universiteit, waar hij zijn bachelor in Fine Arts behaalde. Zijn master haalde hij aan de Temple-universiteit in Philadelphia. Hij vertrok naar New York, waar hij zijn acteercarrière begon in off-Broadway-theaterproducties. Vanaf 1989 speelde hij in films, waaronder grote bioscoopfilms als Born on the Fourth of July, Harley Davidson and the Marlboro Man, True Romance en Natural Born Killers. In 1995 speelde hij een belangrijke rol in Strange Days en twee jaar zijn eerste grote hoofdrol in The Relic. Hij had vervolgens rollen in Saving Private Ryan (1998) en Black Hawk Down (2001). In 2000 werd hij genomineerd voor een Golden Globe voor zijn rol in Witness Protection.

## Privéleven
In 2003 werd Sizemore tot zes maanden cel veroordeeld voor de mishandeling van zijn toenmalige vriendin Heidi Fleiss. In 2005 werd hij veroordeeld tot zeventien maanden cel vanwege drugsovertredingen tijdens zijn proeftijd. In 2007 werd Sizemore opnieuw opgepakt, ditmaal vanwege drugsgerelateerde overtredingen tijdens zijn proeftijd. Op 25 juni 2007 werd hij veroordeeld tot zestien maanden gevangenisstraf. De documentaire Shooting Sizemore (2007) ging over zijn pogingen om zijn leven en loopbaan weer op de rails te krijgen.
In februari 2023 kreeg Sizemore een hersenaneurysma, waarna hij in een coma raakte. Een paar dagen later maakte zijn agent bekend dat Sizemore niet meer uit de coma zou ontwaken. Sizemore overleed op 3 maart 2023 op 61-jarige leeftijd in een ziekenhuis in Burbank.

## Necrologie
Bor Beekman, 'Tom Sizemore (1961-2023). Acteur stak zijn donkerte in imposante rollen', De Volkskrant maandag 6 maart, pag.